# 非人

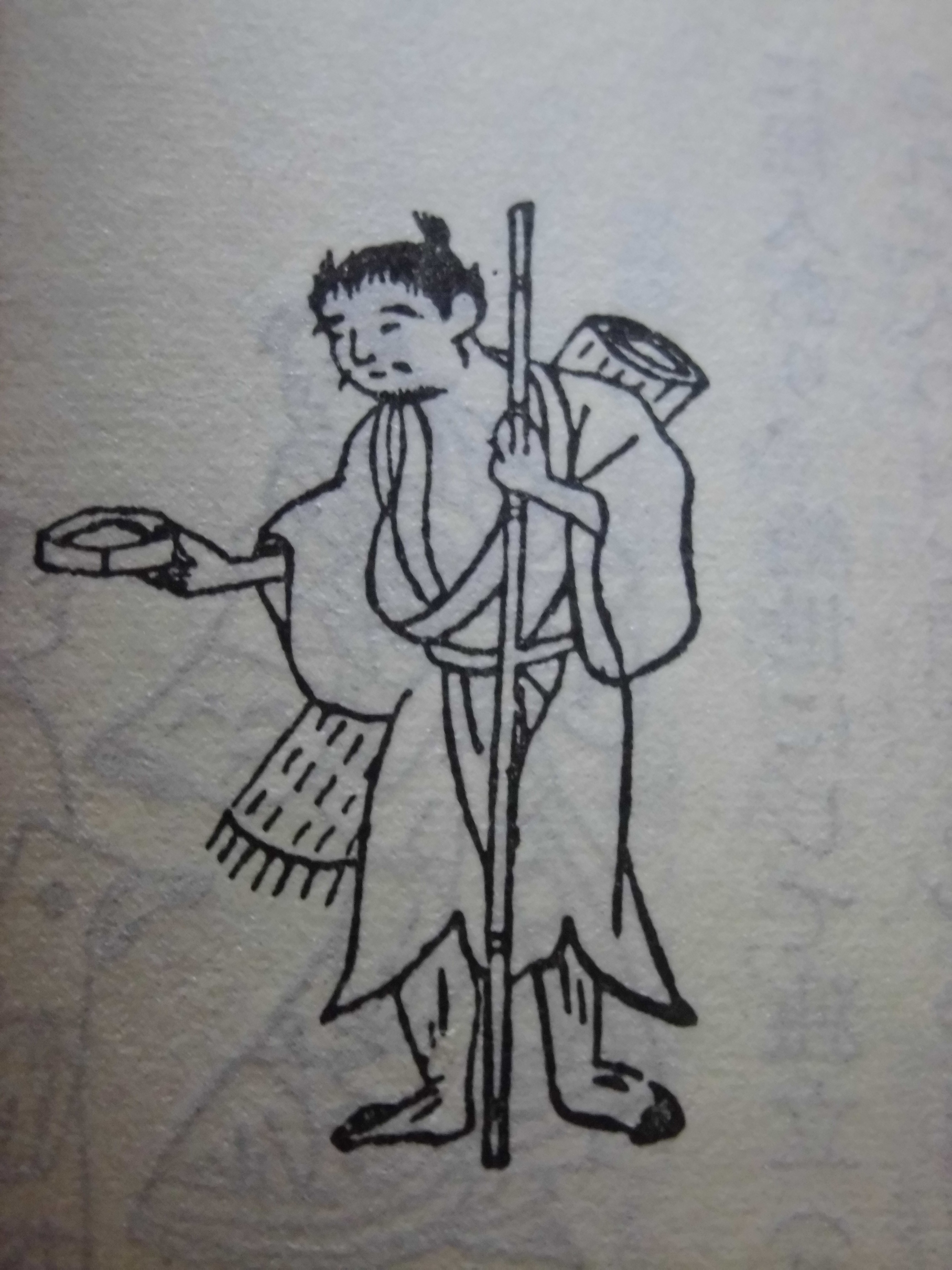
在古代日本，乞丐属于非人的一种

非人（日语：／ Hinin */?）是古代日本的一种社会阶级。非人，字面意思即“不是人”，与秽多同属于社会最底层的贱民，主要从事处刑、卖艺、乞讨等职业。与身份必须世代承袭的秽多不同，非人的后代可以恢复平民的身份。
江戶時代非人身分者之首，獲幕府任命管轄關八州、伊豆、甲斐都留郡、陸奧白川郡、三河設樂郡之賤民，官方稱之為穢多頭，但歷任均以「長吏頭矢野彈左衛門」自稱。。
1871年（明治4年），太政官颁布命令，废止秽多和非人的贱称，非人在法理上获得平等地位。二战后，日本又颁布了禁止歧视秽多、非人（即部落民）的法令，但对非人的歧视仍然存在至今。

## 职业
非人的职业受到严格限制，只能从事处刑、卖艺、乞讨等职业。非人负责在执行死刑后打扫刑场、埋葬犯人的尸体。此外，他们也负责照顾传染病患者，以及生病和年幼的囚犯。
河原者（在河边从事屠夫、皮匠等工作的人群）、犬神人（打扫神社周边、埋葬尸体等）、唱聞師（向一般民众传颂经文）、八瀬童子（为天皇送葬、抬轿等）等人群也属于广义的非人，受到社会的歧视。

## 废止
明治维新开始后，在1871年（明治4年），明治政府颁布了称为“解放令”的太政官布告，废止秽多和非人的贱称，在法理上给予秽多和非人与一般平民平等的地位。但在实际执行上，这些获得解放的秽多和非人被称作“新平民”（指新脱离贱民身份，成为平民），还是受到差别对待。明治时代末期以后，旨在消除对部落民歧视的部落解放运动兴起。二战后，日本政府颁布了禁止歧视秽多非人后代（即部落民）的运动，但对秽多和非人的歧视仍然持续至今。